# Лушков, Михаил Иванович
Михаил Иванович Лушков (1808, Рязанская губерния — 11 [23] мая 1855, Севастополь, Таврическая губерния) — русский офицер, полковник, во время Крымской войны командир Волынского пехотного полка.

## Биография
Родился в 1808 году в Рязанской губернии в дворянской семье, воспитывался в 1-м кадетском корпусе. Участник русско-турецкой войны 1828—1829 годов. В 1830—1831 годах воевал на Кавказе против горцев, в Дагестане и Чечне, в 1849 году находился в составе действующей армии во время Венгерских событий, служил в войсках, расквартированных в Дунайских княжествах.
В начале Крымской войны воевал на Дунае, с 23 марта 1855 года стал командовать Волынским полком. В ночь с 1 (13) на 2 (14) апреля во главе трёх батальонов своего полка сделал вылазку в расположение противника впереди пятого бастиона, во время которой получил ранение и 11 (23 мая) 1855 года умер.
Похоронен на Братском кладбище Севастополя. Надгробный памятник сооружен в 1870 году по проекту, разработанному в Симферопольской инженерной команде. Верхняя часть его была утрачена. Сохраненная представляет прямоугольную стела из белого мрамора на постаменте из известняка с мемориальной надписью «Командиръ Волинскаго пѣхотнаго полка МИХАИЛЪ ИВАНОВИЧЪ ЛУШКОВЪ Умеръ 11го Мая 1855 года от раны полученной 1го Апрѣля».
В 2003 году по проекту заслуженного архитектора Украины Г. С. Григорьянца установлена верхушка памятника — четырёхконечный крест.